# عباس علي (لاعب كرة قدم)
عباس علي (3 سبتمبر 1990 بكويته في باكستان - ) هو لاعب كرة قدم باكستاني في مركز الدفاع. شارك مع منتخب باكستان لكرة القدم. أما مع النوادي، فقد لعب مع National Bank of Pakistan FC ‏ وQuetta Zorawar ‏.

## وصلات خارجية
- عباس علي على موقع الاتحاد الدولي (مؤرشف)  (الإنجليزية)
- عباس علي على موقع قاعدة بيانات كرة القدم.إي يو (الإنجليزية)
- عباس علي على موقع ناشيونال فوتبول تيمز (الإنجليزية)
- عباس علي على موقع GSA (الإنجليزية)